# Комсомольская (антарктическая станция)
Комсомо́льская — закрытая советская антарктическая станция.
Станция располагалась в 760 км от Мирного на высоте 3500 м над уровнем моря. Условия в этой точке Антарктиды сравнимы с условиями на станции Восток. 

## История
Основана 6 ноября 1957 года Второй советской антарктической экспедицией в качестве промежуточной станции на пути к будущей станции Восток в районе Южного геомагнитного полюса, основание которой и являлось главной целью данной экспедиции. Организация станции с оборудованием всех помещений была закончена к 25 ноября.
Она состояла из трех щитовых домиков, объединенных утепленным тамбуром. В одном домике находилось жилое помещение и радиостанция, в другом были размещены каюткомпания и камбуз, в третьем — электростанция. Затем к этим сооружениям был пристроен обшитый брезентом каркасный склад, соединённый с домом коридором. Камбуз был перенесён в утеплённый тамбур, где была также оборудована баня.
На станции выполнялись аэрометеорологические, актинометрические, гляциологические и геомагнитные наблюдения, медицинские исследования и наблюдения за полярными сияниями.
Непрерывные научные наблюдения по полной программе проводились до 23 января 1959 года. 9 марта станция была законсервирована и реорганизована в эпизодическую выносную.
В дальнейшем во время смены экспедиций, в период проведения сезонных работ туда забрасывали людей для обеспечения работы санно-гусеничных поездов и безопасности полётов. С прекращением движения санно-гусеничных поездов между Востоком и Мирным станция была покинута окончательно.